# Just Wiedewelt
Just Wiedewelt (18. november 1677 – 8. september 1757) var en dansk billedhugger.
Wiedewelt blev født i København, som søn af arkitekt og murermester Hans Weidewelt, der var indvandret til Danmark fra Schleitz i Markgrevskabet Meissen, og dennes første hustru Marie Marcusdatter. 1692-96 var han i lære hos den dygtige nederlandske billedhugger Thomas Quellinus, som dengang var bosat i Danmark. 1696 drog han til Antwerpen, hvor han arbejdede i to år, der fra videre til Paris, hvor han arbejdede i 17 år.
De marmor-portrætbuster af Frederik IV og Dronning Louise (nu på Rosenborg), for hvilke Wiedewelt 1719 fik 300 Rdl., vidner om, at Wiedewelt til fulde havde tilegnet sig fransk stil i portrætkunsten; det er for øvrigt både dygtige og karakterfulde arbejder.
Indtil han 1734 blev ansat som kongelig billedhugger ved Gammel og Nyholm synes han væsentligst at have haft sit udkomme ved dekorative arbejder af sten og træ, altertavler, epitafier og deslige.
Figurerne af Troen og Kærligheden på altertavlen i Helligåndskirken i København (oprindelig i Slotskirken på Københavns Slot) er af ham.
Han døde 8. september 1757, umiddelbart efter sin hustru Birgitte Lauridsdatter (f. 1685), hvem han havde ægtet 1726. På det mindesmærke, som hans søn Johannes Wiedewelt satte ham i Sankt Petri Kirke, er hans portræthoved udført i profil.